# Route nationale 85 (Italie)
Pour les articles homonymes, voir Route nationale 85.
La route nationale 85 (SS 85, Strada statale 85 ou Strada statale "Venafrana") est une route nationale d'Italie, située en Campanie et au Molise, elle relie Vairano Patenora à Pescolanciano sur une longueur de 43,7 km.

## Parcours

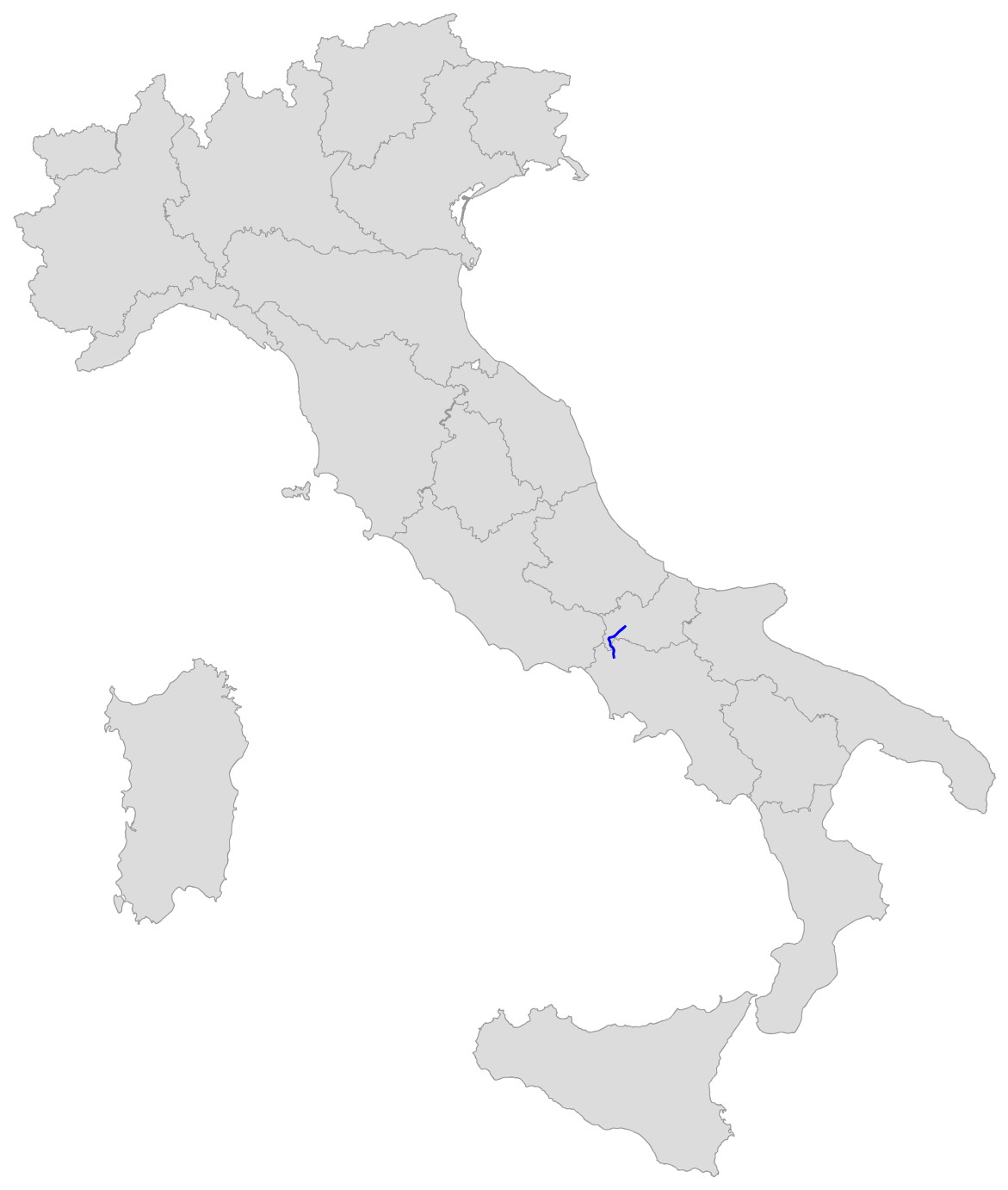
Parcours de la SS 85.